# خرخش السوفيني
خرخش (بالإغريقية: Ξέρξης)‏ (بالفارسية القديمة: 𐎧𐏁𐎹𐎠𐎼𐏁𐎠)‏ كان ملك سوفين وكوماجيني من 228 قبل الميلاد إلى 212 قبل الميلاد. لقد كان ابن وخليفة أرساميس الأول.

## الاسم
خرخش (Ξέρξης) هو اسمه اليوناني واللاتيني وهو ترجمة حرفية من اللغات الإيرانية القديمة لاسم Xšaya-RSA ("الحاكم على الأبطال")، وهو كذلك الاسم الأكثر شعبية بين حكام الإمبراطورية الأخمينية الفارسية.

## فترة الحكم
ينتمي خرخش إلى سلالة أورونتيد الإيرانية. والده هو أرساميس الأول، الذي حكم سوفين وكوماجيني وربما أرمينيا. لقد خلف زيركسيس والده عام 228 كحاكم لسوفين وكوماجيني في عام 228 قبل الميلاد، بينما حكم شقيقه أورونتس الرابع أرمينيا. وفي عام 223 قبل الميلاد، تمردت عدد من الدول التابعة للسلوقيين ضد الملك أنطيوخوس الثالث، بما في ذلك أرتبازانيس (ميديا العليا)، ومولون (ميديا السفلى)، وألكسندر (بارس)، وأخيوس (آسيا الصغرى). وبحلول عام 220 قبل الميلاد، كان أنطيوخوس قد أخمد معظم التمردات. ومع ذلك، لم يهزم أخيوس حتى عام 213 قبل الميلاد.
تساعد هذه التمردات في تفسير سياسة أنطيوخوس العدوانية اللاحقة تجاه مرزبانه خرخش. وبحلول عام 212 قبل الميلاد، غزا أنطيوخوس الثالث منطقة خرخش وهزمه بعد أن فرض حصارًا على مدينة أرساموساتا. بعد ذلك بفترة وجيزة رتب أنطيوخوس الثالث لخرخش حتى يتزوج من أخته، أنطيوخيس. ومع ذلك، وفي نفس العام، رتبت لاغتيال زوجها الجديد، ظنًا منها أن شقيقها سيكون قادرًا بعد ذلك على السيطرة على سوفين. من غير المعروف ما إذا كان خرخش لا يزال يحكم كوماجين بحلول وقت اغتياله أو لا.
ومع ذلك، فضل أنتيوكوس الثالث، الذي صرف انتباهه عن العديد من حملاته العسكرية، وضع صوفين تحت حكم ابن خرخش، أبديساريس.